# Simone Gauthier
Pour les articles homonymes, voir Gauthier.
Simone Gauthier (état-civil inconnu) est une actrice française de l'entre-deux guerres.

## Biographie
En dehors des rôles qu'elle a interprété au théâtre dès 1924 et au cinéma à partir de 1936, on ne sait pratiquement rien de Simone Gauthier dont on perd la trace au début de l'année 1941 après un dernier rôle au cinéma dans Le Duel, un film de Pierre Fresnay, et une dernière apparition sur scène dans une revue de Rip au théâtre Michel.

## Carrière au théâtre
- 1924 : La Coquette, ou l'Académie des Dames, comédie en 3 actes de Jean-François Regnard, à la Petite Scène (mars)
- 1924 : Les Trois baisers, pièce en vers de Pierre-Henry Proust, au théâtre de la Potinière (6 avril)[1]
- 1933 : La Francerie, pièce en 3 actes de Paul Raynal, à la Salle Rameau (1er décembre) et au théâtre municipal de Mulhouse en février 1934 : Mme Douvisis
- 1935 : Y'avait un prisonnier, comédie en 3 actes de Jean Anouilh, au théâtre des Ambassadeurs (mars)[2]
- 1935 : Miss Ba, pièce en 5 actes de Rudolf Besier, adaptation française de Charlotte Neveu, mise en scène de Lugné-Poe au théâtre des Arts (19 décembre) : Miss Ba
- 1941 : La Revue de Rip, revue d'actualité au théâtre Michel (janvier)[3].

## Carrière au cinéma
- 1936 : Les Loups entre eux de Léon Mathot[4]
- 1937 : L'Homme du jour de Julien Duvivier : une infirmière (non créditée)
- 1937 : Le Mensonge de Nina Petrovna de Victor Tourjansky
- 1937 : Un carnet de bal de Julien Duvivier : la jeune fille au bal
- 1937 : L'Ange du foyer de Léon Mathot[5]
- 1938 : Le Révolté de Léon Mathot
- 1938 : Katia de Maurice Tourneur[6]
- 1939 : Noix de coco de Jean Boyer
- 1939 : La Fin du jour de Julien Duvivier : Juliette[7]
- 1939 : Coups de feu de René Barberis
- 1939 : Louise d'Abel Gance : une cousette (non créditée)
- 1940 : L'Héritier des Mondésir d'Albert Valentin : la première jeune fille du Ciel
- 1941 : Le Duel de Pierre Fresnay.